# 森井誠之
森井 誠之（もりい まさゆき、1974年7月26日 - ）は、日本の実業家。

## 経歴・人物
神奈川県川崎市出身。明治大学政治経済学部を卒業した。1999年に折込広告で著名な「オリコム」に入社した。
2007年に楽天野球団（「東北楽天ゴールデンイーグルス」）に入社。2013年に同社執行役員営業部長に就くと大学の先輩でもあった当時のゴールデンイーグルス監督の星野仙一に目をかけられ、有形無形の教えを授かったという。
2018年2月に楽天野球団からプロサッカーチーム「ヴィッセル神戸」を運営する楽天ヴィッセル神戸株式会社に転じ、同社事業本部長となり、4月には同社取締役に就任した。2019年に副社長となり、翌年の新型コロナウイルス問題の際には兵庫県の観光推進のため、「Welcome to Hyogoキャンペーン」への協力姿勢を積極的に打ち出すなどホームタウン活動の最前線で活動した。
2022年7月1日付でヴィッセル神戸から再び仙台へ戻り、プロバスケットボールチーム「仙台89ERS」代表取締役会長に就任した。会長就任に際しては「ファンを増やして地域に貢献する」など、地元密着型チームを作る決意を示していた。
2023年、仙台89ERS代表取締役会長を辞職し、古巣である楽天野球団に復帰し、同社代表取締役社長に就任した。